# Елеонора д’Есте
Елеонора д’Есте (на италиански: Eleonora d’Este; * 4 юли 1515, Ферара, Херцогство Ферара; † 1575, Ферара, Херцогство Ферара) от рода Есте, е благородничка от Херцогство Ферара и монахиня.

## Произход
Тя е дъщеря на Алфонсо I д’Есте (* 1476 † 1534), херцог на Ферара, Модена и Реджо, и на втората му съпруга Лукреция Борджия (* 1480, † 1519), херцогиня на Ферара, Модена и Реджо, господарка на Непи, господарка на Сермонета и Басиано, херцогиня на Бишелие и княгиня на Салерно. Нейни дядо и баба по бащина линия са херцозите на Ферара, Модена и Реджо Ерколе I д'Есте и Елеонора Арагонска, а по майчина – папа Александър VI и метресата му Ваноца Катанеи. Неин вуйчо е Чезаре Борджия, следователно тя е братовчедка на Франческо Борджия. По бащина линия е племенница на Изабела д'Есте и на кардинал Иполито д'Есте. Има пет братя и две сестри:
- Алесандро (*/† 1505)
- Ерколе II (* 1508; † 1559), херцог на Ферара, Модена и Реджо от 1534 г., съпруг на Рене Френска
- Иполито II (* 1509, † 1572), кардинал
- Алесандро (* 1514, † 1516)
- Франческо (* 1516, † 1578), маркиз на Маса Ломбарда, съпруг на Мария ди Кардона
- Изабела Мария (* 1519, † 1521)

## Биография
Херцозите на Ферара кръщават първата си дъщеря „Елеонора“ в чест на нейната баба по бащина линия Елеонора Арагонска, дъщеря на крал Фердинанд I от Неапол, починала години по-рано.
Елеонора израства във Ферара и губи майка си на 4-годишна възраст. Овдовелият Алфонсо започва връзка с Лаура Дианти, която му ражда още две деца.
Елеонора е единствената дъщеря, надживяла родителите си. Тя става монахиня в манастира „Корпус Домини“ във Ферара и след смъртта си е погребана в него до майка си и до други членове на семейство Есте.
- Фасадата на манастирската църква Корпус Домини, в която е погребана Елеонора